# Jasonhuria
Jasonhuria is een monotypisch geslacht van korstmossen behorend tot de familie Teloschistaceae. Het geslacht bevat maar een soort, namelijk Jasonhuria bogilana.